# Gašper Berlot
Gašper Berlot (ur. 6 sierpnia 1990 roku w Velenju) – słoweński kombinator norweski, brązowy medalista mistrzostw świata juniorów.

## Kariera
Berlot dwukrotnie zdobył punkty do klasyfikacji Pucharu Świata. Miało to miejsce 11 stycznia 2009 w Val di Fiemme, gdzie był 25. oraz 23 stycznia 2010 w Schonach im Schwarzwald, gdzie zajął 29. pozycję.
W 2010 roku reprezentował Słowenię na igrzyskach olimpijskich w Vancouver. W pierwszym z konkursów, biegu na 10 km i skoków na skoczni normalnej zajął 37. miejsce. Taką samą lokatę zajął w drugim z konkursów indywidualnych, w skład którego weszły skoki na obiekcie dużym i bieg na 10 km.
W 2010 roku wraz z Marjanem Jelenko, Matičem Plaznikiem i Jože Kamenikiem zdobył brązowy medal mistrzostw świata juniorów w kombinacji norweskiej.
Przed sezonem 2016/2017 zakończył karierę sportową.

## Osiągnięcia

### Igrzyska olimpijskie
| Miejsce | Dzień     | Rok  | Miejscowość | Konkurencja           | Wynik zwycięzcy | Strata      | Zwycięzca           |
| ------- | --------- | ---- | ----------- | --------------------- | --------------- | ----------- | ------------------- |
| 37.     | 14 lutego | 2010 | Vancouver   | Gundersen HS106/10 km | 25:47.1 min     | +2:32.4 min | Jason Lamy Chappuis |
| 37.     | 25 lutego | 2010 | Vancouver   | Gundersen HS140/10 km | 25:32.9 min     | +3:56.0 min | Bill Demong         |
| 34.     | 12 lutego | 2014 | Soczi       | Gundersen HS106/10 km | 23:50,2 min     | +2:35,7 min | Eric Frenzel        |
| 33.     | 18 lutego | 2014 | Soczi       | Gundersen HS140/10 km | 23:27,5 min     | +2:29,1 min | Jørgen Gråbak       |

### Mistrzostwa świata
| Miejsce | Dzień     | Rok  | Miejscowość   | Konkurencja                     | Wynik zwycięzcy | Strata      | Zwycięzca           |
| ------- | --------- | ---- | ------------- | ------------------------------- | --------------- | ----------- | ------------------- |
| 40.     | 20 lutego | 2009 | Liberec       | Start masowy HS100/10 km        | 276.0 pkt       | -133.7 pkt  | Todd Lodwick        |
| 38.     | 22 lutego | 2009 | Liberec       | Gundersen HS100/10 km           | 24:22.3 min     | +4:20.7 min | Todd Lodwick        |
| 26.     | 28 lutego | 2009 | Liberec       | Gundersen HS134/10 km           | 23:36.6 min     | +2:27.8 min | Bill Demong         |
| 37.     | 26 lutego | 2011 | Oslo          | Gundersen HS106/10 km           | 25:19.2 min     | +3:24.8 min | Eric Frenzel        |
| 8.      | 28 lutego | 2011 | Oslo          | Sztafeta HS106/4x5 km           | 48:07.8 min     | +3:18.0 min | Austria             |
| 29.     | 2 marca   | 2011 | Oslo          | Gundersen HS134/10 km           | 25:31.6 min     | +2:35.4 min | Jason Lamy Chappuis |
| 10.     | 4 marca   | 2011 | Oslo          | Sztafeta HS134/4x5 km           | 48:07.8 min     | +4:01.8 min | Austria             |
| 44.     | 22 lutego | 2013 | Val di Fiemme | Gundersen HS106/10 km           | 29:13.2 min     | +3;48.4 min | Jason Lamy Chappuis |
| 9.      | 24 lutego | 2013 | Val di Fiemme | Sztafeta HS106/4x5 km           | 57:34.0 min     | +4:59.0 min | Francja             |
| 40.     | 28 lutego | 2013 | Val di Fiemme | Gundersen HS134/10 km           | 27:22.8 min     | +5:24.5 min | Eric Frenzel        |
| 39.     | 20 lutego | 2015 | Falun         | Gundersen HS100/10 km           | 26:38.9 min     | +3:35.6 min | Johannes Rydzek     |
| 32.     | 26 lutego | 2015 | Falun         | Gundersen HS134/10 km           | 22:45.8 min     | +2:26.2 min | Bernhard Gruber     |
| 10.     | 28 lutego | 2015 | Falun         | Sprint drużynowy HS134/2x7.5 km | 38:31.6 min     | +3:34.2 min | Francja             |

### Mistrzostwa świata juniorów
| Miejsce | Dzień       | Rok  | Miejscowość   | Konkurencja           | Wynik zwycięzcy | Strata      | Zwycięzca            |
| ------- | ----------- | ---- | ------------- | --------------------- | --------------- | ----------- | -------------------- |
| 28.     | 14 marca    | 2007 | Tarvisio      | Gundersen HS109/10 km | 33:26.7 min     | +6:04.9 min | Anssi Koivuranta     |
| 10.     | 16 marca    | 2007 | Tarvisio      | Sztafeta HS109/4x5 km | 1:05:35.0 h     | +8:04.6 min | Austria              |
| 22.     | 18 marca    | 2007 | Tarvisio      | Sprint HS109/5.0 km   | 15:01.3 min     | +1:12.8 min | Eric Frenzel         |
| 15.     | 27 lutego   | 2008 | Zakopane      | Gundersen HS94/10 km  | ?               | +4:24.0 min | Alessandro Pittin    |
| 21.     | 29 lutego   | 2008 | Zakopane      | Sprint HS94/5 km      | ?               | +2:09.2 min | Tomaz Druml          |
| 4.      | 5 lutego    | 2009 | Štrbské Pleso | Sprint HS100/5 km     | 13:26.0 min     | +26.8 s     | Alessandro Pittin    |
| 12.     | 7 lutego    | 2009 | Štrbské Pleso | Sztafeta HS100/4x5 km | 53:17.3 min     | +6:22.2 min | Niemcy               |
| 19.     | 9 lutego    | 2009 | Štrbské Pleso | Gundersen HS100/10 km | 28:31.7 min     | +2:50.1 min | Alessandro Pittin    |
| 19.     | 27 stycznia | 2010 | Hinterzarten  | Sprint HS106/5 km     | 12:55.4 min     | +1:20.3 min | Junshirō Kobayashi   |
| 3.      | 29 stycznia | 2010 | Hinterzarten  | Sztafeta HS106/4x5 km | 53:00.1 min     | +2:19.7 min | Niemcy               |
| 16.     | 31 stycznia | 2010 | Hinterzarten  | Gundersen HS106/10 km | 29:43.5 min     | +2:00.0 min | Ole Christian Wendel |

### Puchar Świata

#### Miejsca w klasyfikacji generalnej
- sezon 2008/2009: 68.
- sezon 2009/2010: 66.
- sezon 2010/2011: 46.
- sezon 2011/2012: 51.
- sezon 2012/2013: 65.
- sezon 2013/2014: 54.
- sezon 2014/2015: 36.
- sezon 2015/2016: niesklasyfikowany

#### Miejsca na podium chronologicznie
Berlot nie stał na podium indywidualnych zawodów PŚ.

### Puchar Kontynentalny

#### Miejsca w klasyfikacji generalnej
- sezon 2008/2009: 44.
- sezon 2009/2010: nie brał udziału
- sezon 2010/2011: 36.
- sezon 2011/2012: niesklasyfikowany
- sezon 2012/2013: 50.
- sezon 2013/2014: 37.
- sezon 2014/2015: nie brał udziału
- sezon 2015/2016: 66.

#### Miejsca na podium chronologicznie
| Nr | Data          | Miejscowość | Konkurencja           | Wynik zwycięzcy | Pozycja | Strata  | Zwycięzca     |
| -- | ------------- | ----------- | --------------------- | --------------- | ------- | ------- | ------------- |
| 1. | 6 lutego 2011 | Eisenerz    | Gundersen HS100/10 km | 22:44.4 min     | 3.      | +20.9 s | Lukas Klapfer |

### Letnie Grand Prix

#### Miejsca w klasyfikacji generalnej
- 2009: 17.
- 2010: 23.
- 2011: 12.
- 2012: 12.
- 2013: 16.
- 2014: 36.
- 2015: 35.

#### Miejsca na podium chronologicznie
| Nr | Data             | Miejscowość    | Konkurencja           | Wynik zwycięzcy | Pozycja | Strata | Zwycięzca       |
| -- | ---------------- | -------------- | --------------------- | --------------- | ------- | ------ | --------------- |
| 1. | 26 sierpnia 2012 | Oberwiesenthal | Gundersen HS106/10 km | 26:43.8 min     | 3.      | +7.0 s | Bernhard Gruber |